# Robert J. Walker
Pour les articles homonymes, voir Robert Walker et Walker.
Robert James Walker (19 juillet 1801-11 novembre 1869) est un homme politique américain. Membre du Parti démocrate, il représenta le Mississippi au Sénat des États-Unis de 1835 à 1845 puis fut le 18e secrétaire du Trésor des États-Unis, de mars 1845 à mars 1849 sous l'administration de James K. Polk avant d'être brièvement gouverneur du territoire du Kansas en 1857.
Proche d'Andrew Jackson, il soutient la politique expansionniste de celui-ci et notamment les déportations des Chactaw et des Chickasaw vers l'Oklahoma. Avant la mise en vente de leurs terres, il en étudie les plans avec plusieurs associés pour acheter de vastes superficies des meilleures terres et les revendre ensuite, par parcelles plus petites, aux cultivateurs qui en avaient besoin. Le Mississippi est pendant cette période le principal terrain de jeux des spéculateurs.